# Paul Hofmann
Paul Hofmann est un journaliste et écrivain américain d'origine autrichienne né le 20 novembre 1912 à Vienne et mort le 30 décembre 2008 à Rome. 
Le New York Times, pour lequel il est correspondant à l'étranger, le décrit comme parlant couramment allemand, italien, français et anglais, maîtrisant autant que possible plusieurs autres langues aussi bien que l'histoire et les affaires diplomatiques et faisant preuve d'une curiosité souvent amusée.

## Biographie
Paul Hofmann naît le 20 novembre 1912 à Vienne. Il est élevé en grande partie par son oncle qui est un socialiste influent. Il étudie à l'université de Vienne et devient membre du Parti chrétien-social,.
En 1934, il est conférencier pour la Fédération populaire catholique et devient deux ans plus tard rédacteur en chef de l'une de leurs publications, Die Sonntagsglocke. À la fin des années 1930, alors que l'Autriche subit une pression croissante pour se soumettre à une union avec l'Allemagne, Hofmann rédige des éditoriaux exhortant son pays à résister à l'initiative nazie. En mars 1938, alors que les troupes allemandes occupent Vienne, il s'enfuit à Rome, quelques heures seulement avant que son appartement ne soit envahi par la Gestapo,.
À Rome pendant l'occupation allemande, il est enrôlé dans l'armée allemande. Il travaille comme interprète pour les commandants nazis, le général Rainer Stahel et le général Kurt Mälzer. Il contacte des membres de la Résistance antifasciste à Rome et leur transmet des informations qu'il récupère au cours de son travail, notamment des informations sur la déportation des Juifs et le massacre des Fosses ardéatines. Il finit par déserter et se cache avec sa famille dans un couvent puis dans un appartement sûr. En novembre 1944, il est condamné à mort par contumace pour trahison par un tribunal militaire allemand du nord de l'Italie occupée,.
Après la prise de Rome par les Alliés, Hofmann travaille brièvement pour l' Allied Psychological Warfare Bureau en tant que producteur à la radio. Après la guerre, il est cité comme témoin dans le procès du général Mälzer pour crimes de guerre. Lié avec des journalistes alliés à Rome, il devient peu après la libération assistant de presse au bureau romain du New York Times. Il continue à faire des reportages pour le Times jusqu'à sa retraite en 1990,.
Il épouse Maria Anna Tratter à Rome. Ils ont un fils, Ernesto, en 1940. Il a également un fils avec Christine Lord, Alexander Hofmann-Lord,.
Après sa retraite du Times en 1990, il écrit plus d'une douzaine d'ouvrages parmi lesquels The Seasons of Rome: A Journal, That Fine Italian Hand, The Viennese ou O Vatican! A Slightly Wicked View of the Holy See,.
Paul Hofmann meurt à Rome le 30 décembre 2008,.